# Петљаков Пе-2
Петљаков Пе-2 (по Нато класификацији: енгл. Buck), са надимком пешак (рус. (Пешка), био је двомоторни средњи бомбардер. Коришћен је током Другог светског рата. Био је брз, покретан, отпоран и веома ефикасан у дејству ваздух-земља, при обрушавању директно на циљ на земљи. Произведен је у кратком временском периоду у великом броју, од 11 202 примерака.

## Развој
Владимир Петљаков је конструисао Пе-2 док је био у затвору због оптужбе да намерно одуговлачи са радом на бомбардеру Тупољев АНТ-42. У затвору је постављен на чело тима за конструкцију ловца за пратњу АНТ-42 са ознаком ВИ-100. Прва два прототипа су полетела 22. децембра 1939. године. То су били веома модерни авиони са кабином под притиском, потпуно металном конструкцијом, турбопуњачима а пуно електричних система. Понашање прототипова је у потпуности задовољило па је наређена серијска производња.
Када је серијска производња била спремна, од Ратног ваздухопловства је стигао захтев за промену намене авиона, од ловца за пратњу на великим висинама, у тактичног бомбардера за обрушавање. Петљаков са тимом је добио 45 дана да изврши измене. Авион је поједностављен, избачена је кабина под притиском и турбопуњачи на моторима. Аеродинамичке кочнице за обрушавање су додате, додато је место за бомбардера а извршен је и низ аеродинамичких побољшања. Додат је простор за бомбе у трупу као и мањи у оплатама мотора. Први авион је полетео 15. децембра 1940. године а испоруке јединицама су почеле у пролеће 1941. године.
Владимир Перљаков, нажалост, није доживео да види пуну афирмацију свог авиона, погинуо је у авионској несрећи 12. јануара 1941. године. На челу конструкционог бироа наследио га је А. Путилов, а касније В. Мјасишћев. Они су наставили даљи развој ове летилице и направили су преко 20 варијанти овог авиона.

## Технички опис
Пе-2 је нискокрилни двомоторни авион потпуно металне конструкције.
Труп авиона је конструисан као центроплан (труп, средишни део крила, мотори и стајни трап представљају једну конструктивну целину), округлог је попречног пресека, монокок изведбе направљене од алуминијумске легуре како носећа конструкција тако и облога. Резервоари за гориво су се налазили у трупу авиона, у централном делу крила и у гондолама мотора. Празан простор у резервоарима је попуњаван инертним гасом због смањења ризика од избијања пожара из истих разлога је вршено хлађење издувних гасова из мотора.
Бомбардерско наоружање које је било разноврсно ношено је у трупу авиона и подвешано испод крила, тј. трупа. У току развоја и производње авиона оптерећење бомбама се кретало од 700 до 2.000 килограма.
Авион Пе-2 је опремљен двама водом хлађена линијска мотора М-105 ПФ снаге 810 kW (1100KS) са центрифугалним компресором. Сваки мотор је био снабдевен трокраком металном елисом променљивог корака. Хладњаци за воду се налазе у крилима авиона а за уље у гондолама испод мотора. У току производње овог авиона уграђивани су различити мотори од линијских до радијалних ваздухом хлађени.
Крила су облика једнакокраког трапеза са заобљеним крајевима. Такође су металне конструкције од алуминијумских легура и облога од алуминијумског лима заковане закивцима.
Стајни трап је био увлачећи, предњи точкови су били опремљени хидрауличним кочницама и ниско притисним гумама. Точкови су се у току лета увлачили уназад у гондоле испод мотора. У ногама стајног трапа су се налазили уљни амортизери. Испод репа се налазио клавирски гумени неувлачећи точак.
Велики број мањих варијанти је такође развијен као што су Пе-2УТИ -тренажна варијанта са дуплим командама, Пе-2М са тешким наоружањем, Пе-2К са ракетним бустерима.

## Варијанте авиона Петљаков Пе-2
- Пе-2 - стандардни авион из серијске производње,
- Пе-2ВИ - висински ловац са кабином под притиском,
- Пе-2Д - троседи бомбардер са мотором ВК-107А, септембар 1944. године,
- Пе-2И - двоседи бомбардер са промењеним трупом, повећан распон, бомбе 1000 kg, два митраљеза 12,7mm и моторима ВК-107А снаге 1650 KS,
- Пе-2К - модел који је имао крила, гондоле за мотор и стајни трап пројектован за авион Пе-2И и моторе ВК-105ПФ-1
- Пе-2М - троседа варијанта авиона са мобилним уређајем ВУ 5-20
- Пе-2М-1 - верзија са мотором М-1
- Пе-2М-82 - верзија са мотором М-82
- Пе-2МВ - модификација у наоружању: два топа 20 mm ШВАК, два митраљеза 12,7mm и један митраљез 7,62mm у леђној куполи,
- Пе-2Р(1) - дневни троседи извиђачки авион са 3 до 4 камере, три митраљеза 12,7mm и моторима ВК-105ПФ,
- Пе-2Р(2) - дневни троседи извиђачки авион сличан моделу Пе-2Р(1), наоружан три топа 20 mm ШВАК и моторима ВК-107А,
- Пе-2РД - стандардни авион Пе-2 са додатком ракетног мотора на течно гориво тестиран између 1943-45. године,
- Пе-2С - двоседа варијанта намењена обуци пилота,
- Пе-2УТ/У - двоседа варијанта намењена обуци пилота са задржаним пуним бомбардерским оптерећењем, са 4 митраљеза два митраљеза 12,7mm и два митраљеза 7,62mm
- Пе-2Ф - варијанта са мотором М-105Ф,
- Пе-2ФТ - модел сличан моделу Пе-2МВ без кочионих плоча,
- Пе-2Ф3 - редизајниран кокпит а навигатор је имао два митраљеза 12,7mm,
- Пе-2Ш - експериментални авион са два топа 20 mm ШВАК, један митраљез 12,7mm за паљбу по метама на земљи,
- Пе-3 - тешки двомоторни ловац пресретач наоружан са: два топа 20 mm ШВАК, два митраљеза 12,7mm, два митраљеза 7,62mm и један митраљез 12,7mm у задњој куполи,
- Пе-3 бис - ноћни ловац наоружан са: два топа 20 mm ШВАК, три митраљеза 12,7mm, два митраљеза 7,62mm, три бомбе тежине 100 kg и 8 ракете РС-82,
- Пе-3М - двоседишни авион наоружан са: два топа 20 mm ШВАК, три митраљеза 12,7mm, и бомбе тежине 700 kg, произвођен 1943. године,
- Пе-3Р - ловац или извиђач опремљен камерама,
- Пе-6Б - стандардни серијски бомбардер из 1944. године, побољшаног дизајна, наоружан са: три митраљеза 12,7mm и један митраљез 7,62mm
- Пе-27 - верзиоја бомбардера септембар 1944. године, опремљем моторима ВК-107А, наоружан са: три топа 20 mm ШВАК и бомбардерским оптерећењем до 2000 kg.

Ловачка варијанта Пе-2И и варијанта са звездастим моторима Пе-2К су произвођени респективно под ознакама Петљаков Пе-3 и Петљаков Пе-4.

## Наоружање
- Митраљези 2 x 12,7 mm ШКАС у носу и 2x 7,62 mm ШКАС позади, од средине 1942. године митраљези ШКАС су замењени са Березин УБТ митраљезима.
- Бомбе 1.600
- Лансирне рампе за 8 до 10 ракета[1]

## Производња
Петљаков Пе-2 се у току рата производио у четири фабрике а у наредној табели је приказан обим производње по фабрикама.
| Фабрике                 | 1940 | 1941 | 1942 | 1943 | 1944 | 1945 |
| № 22 (Казањ)            | -    | 1120 | 1937 | 2423 | 2944 | 1634 |
| № 39 (Москва и Иркутск) | 1    | 303  | 587  | 5    | -    | -    |
| № 124 (Казањ)           | -    | 104  | -    | -    | -    | -    |
| № 125 (Иркутск)         | -    | 144  | -    | -    | -    | -    |

## Оперативно коришћење
Овај авион је коришћен у току Другог светског рата и непосредно после њега. Врлине Пе-2 су дошле до изражаја тек када се Совјетско ратно ваздухопловство прегруписало после почетних успеха Немаца. Пе-2 се показао способан да избегне немачке ловце пресретаче и омогучавајући посадама прецизно бомбардовање. Током 1942. године авион је стално дорађиван на основу искустава борбених пилота. Продукт овог усавршавања је била Пе-2ФТ варијанта.

### У свету
Обрушавајући бомбардери су се одликовали великом прецизношћу гађања па су углавном коришћени за напад на мостове, оклопне јединице и бродове. Пе-2 је коришћен на свим деловима источног фронта, прошао је кроз битке за Москву, Стаљинград, Курск, Лењинград. На Балтичком и Црном мору масовно је коришћен против непријатељских бродова. Значајну улогу овај авион је одиграо у операцијама код Кенигсберга и поморске базе Пилау, а затим и у Берлинској операцији. Пе-2 је био основни бомбардер совјетског ваздухопловства и играо истакнуту улогу у постизању победе. Поред тога овај авион је коришћен и као извиђач и ловац. Био је популаран међу пилотима јер се одликовао брзином, окретљивошћу, поузданошћу, био је добро наоружан тако да је омогућавао лакше преживљавање у случају сукоба са непријатељем.
Осам авиона Пе-2 су за време Другог светског рата користили Финци који су их купили од Немаца. Немци су ове авионе заробили при ратним операцијама у Русији, поправили и продали Финцима. У пролеће 1944. године у Харкову је формиран Пољски ваздухопловни корпус који је у свом наоружању имао три пука Пе-2, који су учествовали у ратним операцијама за ослобођење Пољска и наставили до Берлинске операције. У току рата у Енгелсу (поред Саратова) је школавана група југословенских пилота који су летели на овим авионима. Укупно је израђено 11.247 примерака авиона Пе-2 производња је обустављена у децембру 1945. године. У совјетском ваздухопловству ови авиони су убрзо после рата замењени модернијим авионима Ту-2.
После рата Пе-2 је употребљаван у низу земаља као што су Чехословачка, Бугарска, Мађарска, Кина, Пољска и Југославија. Авион Пе-2 је учетвовао и у Корејском рату где је при нападу на луке потопио је три и оштетио још пет транспортних бродова и потопио је два танкера.

### У Југославији
Југословенско Ратно ваздухопловство је имало у употреби од 1945. године до 1954. године, 123 Пе-2ФТ као и 9 Пе-2УТ/2. Замењени су млазним ловцима бомбардерима Тандерџет F-84G.

## Земље које су користиле овај авион
- ФНР Југославија
- НР Бугарска
- Чехословачка
- Финска
- СССР
- НР Мађарска
- НР Пољска
- Кина

## Сачувани примерци
Сачувано је само неколико примерака авиона Петљаков Пе-2 они се налазе у музејима:
Норвешка: у музеју Norwegian Aviation Museum in Bodø налази се један примерак авиона Петљаков Пе-2ФТ
Пољска: у музеју Polish Army in Warsaw, Mazovia сачуван је један примерак авиона Петљаков Пе-2ФТ
Русија: у Централном музеју совјетског ваздухопловства у Монину крај Москве чува се један примерак авиона Пе-2
у Музејском комплексу UMMC Military Museum у Свердловску се такође чува један примерак авиона Пе-2
Србија: у Музеју ваздухопловства у Београду чува се један комплетан али нерестауриран примерак авиона Пе-2